# Ludwig Friedrich (Schauspieler)
Ludwig Friedrich, auch Lutz Friedrich (* 7. Januar 1908 in Kleinaugezd; † 30. Juni 1971 in Berlin) war ein deutscher Schauspieler und Regisseur.

## Leben
Ludwig, häufig einfach nur Lutz Friedrich genannt, studierte 1926 bis 1929 in Dresden bei Otto Bernstein. Sein erstes Engagement als Schauspieler erhielt er von 1930 bis 1933 am Stadttheater Teplitz-Schönau, dann arbeitete er einige Jahre als freischaffender Künstler und wirkte ab 1937 in Gera. Spätere Stationen waren dann das Maxim-Gorki-Theater Magdeburg sowie die Städtischen Bühnen und das Theater der Jungen Welt in Leipzig, bei denen er auch bereits als Regisseur tätig war. In etlichen Fernsehinszenierungen konnte man dem Künstler ebenfalls begegnen.
Im Jahre 1957 kam Ludwig Friedrich schließlich an das Berliner Theater der Freundschaft, dem er 14 Jahre als Schauspieler und Regisseur angehörte. 1971 starb er nach kurzer, schwerer Krankheit im Alter von nur 63 Jahren.

## Filmografie
- 1965: Der Staatsanwalt hat das Wort: Das Haus am See (Fernsehreihe)
- 1967: Turlis Abenteuer (Sprecher)

## Theater

### Darsteller
- 1930: William Shakespeare: Hamlet (Horatio) – Regie: Fritz Kennemann (Stadttheater Teplitz-Schönau)
- 1930: Curt Corrinth: Sektion Rahnstetten (Krügel) – Regie: Fritz Hagen (Stadttheater Teplitz-Schönau)
- 1930: Friedrich Hebbel: Maria Magdalena (Hebbel)|Maria Magdalena (Karl) – Regie: Fritz Kennemann (Stadttheater Teplitz-Schönau)
- 1931: Johann Wolfgang von Goethe: Egmont (Brackenburg) – Regie: Fritz Kennemann (Stadttheater Teplitz-Schönau)
- 1950: Oleksandr Kornijtschuk: Der Chirurg (Arzt) – Regie: Wolfgang Heidmann (Stadttheater Magdeburg)
- 1955: Miroslav Stehlik: Der Weg ins Leben (Kalina Iwanowitsch) – Regie: Josef Stauder (Theater der Jungen Welt Leipzig)
- 1957: Bertolt Brecht: Die Gesichte der Simon Machard – Regie: Lothar Bellag (Theater der Freundschaft)
- 1958: Wera Küchenmeister/Claus Küchenmeister: Damals 18/19  – Regie: Lothar Bellag (Theater der Freundschaft)
- 1958: Gerhard Prager nach Hanns Maria Lux: Der Bund der Haifische – Regie: Reva Holsey (Theater der Freundschaft Berlin)
- 1958: Virgil Stoenescu/Octavian Sava: Betragen Ungenügend (Geographieprofessor)  – Regie: Josef Stauder (Theater der Freundschaft)
- 1959: Wiktor Rosow: Hals- und Beinbruch – Regie: Peter Fischer (Theater der Freundschaft)
- 1959: Werner Heiduczek: Jule findet Freunde – Regie: Helmut Hellstorff (Theater der Freundschaft)
- 1959: Paul Herbert Freyer: Schiff auf großer Fahrt – Regie: Gustav Wehrle (Theater der Freundschaft)
- 1960: Jochen Koeppel: Die Sache mit dem Fußball (Mann mit dem Schlapphut) – Regie: Rainer R. Lange (Theater der Freundschaft)
- 1960: Hedda Zinner: Leistungskontrolle (Emil Krause) – Regie: Rudi Kurz (Theater der Freundschaft)
- 1961: Irina Karnauchowa/Leonid Braussewitsch: Die feuerrote Blume – Regie: Kurt Rabe  (Theater der Freundschaft)
- 1961: Hans-Albert Pederzani: Die Jagd nach dem Stiefel (Vater Büttner) – Regie: Hubert Hoelzke (Theater der Freundschaft)
- 1961: Boris Gorbatow: Die Jugend der Väter (Schoroch) – Regie: Erwin Arlt (Theater der Freundschaft)
- 1961: Jochen Koeppel: Peter und der Kaktus (Erwin Hegler) – Regie: Rainer R. Lange (Theater der Freundschaft)
- 1962: Günter Görlich: Die Ehrgeizigen (Vater Gerken) – Regie: Kurt Rabe (Theater der Freundschaft)
- 1962: Tatjana Sytina: Erste Begegnung (Direktor eines Betriebes) – Regie: Kurt Rabe (Theater der Freundschaft)
- 1962: Jewgeni Schwarz: Die Schneekönigin – Regie: Kurt Rabe (Theater der Freundschaft)
- 1963: Friedrich Wolf: Die Matrosen von Cattaro – Regie: Kurt Rabe (Theater der Freundschaft)
- 1963: Hans-Albert Pederzani: Unser kleiner Trompeter – Regie: Rainer R. Lange (Theater der Freundschaft)
- 1964: Rainer R. Lange: Tatort Lehrerzimmer (Herr Kühn) – Regie: Kurt Rabe (Theater der Freundschaft)
- 1965: Molière: Die Gaunerstreiche des Scapin (Geronte) – Regie: Hanuš Burger (Theater der Freundschaft)
- 1965: Pol Quentin/Georges Bellak: Football – Regie: Günter Wolf (Theater der Freundschaft)
- 1966: Heinz Kahlau: Das Märchen von der Straßenbahn Therese (Onkel Fiala) – Regie: Hanuš Burger (Theater der Freundschaft)
- 1966: Thorbjørn Egner: Die Räuber von Kardomomme (Tobias) – Regie: Heiner Möbius/Horst Hawemann (Theater der Freundschaft)
- 1966: Heinz Kahlau: Ein Krug mit Oliven (Beig, Webereibesitzer) – Regie: Heiner Möbius (Theater der Freundschaft)
- 1967: Heinz Kahlau: Der gestiefelte Kater – Regie: Heiner Möbius (Theater der Freundschaft)
- 1967: Michail Swetlow: Spiel vor dem Feind – Regie: Horst Hawemann (Theater der Freundschaft)
- 1968: Claus Hammel: Morgen kommt der Schornsteinfeger – Regie: Horst Hawemann (Theater der Freundschaft)
- 1969: Heinz Czechowski: König Drosselbart – Regie: Horst Hawemann (Theater der Freundschaft)
- 1971: Hans-Dieter Schmidt: Tinko (Großvater Kraske) – Regie: Peter Ensikat (Theater der Freundschaft)

### Regie
- 1950: Otto Müller-Glösa: Zeuge Kretschmer –  (Maxim-Gorki-Theater Magdeburg) (Maxim-Gorki-Theater Magdeburg)
- 1955: Jerzy Jurandot: Solche Zeiten – (Städtische Bühnen Leipzig)
- 1956: Walter Gilbrecht:  Das Amerika Abraham Lincolns (Städtische Bühnen Leipzig)
- 1956: Miroslav Stehlik: Flaggen auf den Türmen (auch Rolle als Produktionsleiter Blum) – (Theater der Jungen Welt Leipzig)
- 1957: Jewgeni Schwarz: Die Schneekönigin – (Theater der Freundschaft)
- 1958: Josef Stauder: Das blaue Licht – (Theater der Freundschaft)
- 1959: Sergei Michalkow: Der Sonderauftrag – (Theater der Freundschaft)
- 1959: Samuil Marschak: Die zwölf Monate – (Theater der Freundschaft)
- 1964: Walentin Katajew: Keine Zeit für Liebe – (Arbeitertheater des VEB Stern-Radio Berlin in der Volksbühne Berlin, Theater im 3. Stock)

## Hörspiele
- 1965: Karl Bruckner: Pablo der Indio (Antonio) – Regie: Peter Groeger (Kinderhörspiel, 2 Teile – Rundfunk der DDR)
- 1966: Manfred Kühne: Bei Todesstrafe – Regie: Peter Groeger (Kinderhörspiel, 2 Teile – Rundfunk der DDR)
- 1967: Lew Tolstoi: Krieg und Frieden – Regie: Werner Grunow (Hörspiel, 4. Teil – Rundfunk der DDR)
- 1968: Juri Nagibin: Das Echo (Semjon Semjonowitsch) – Regie: Detlef Kurzweg (Kinderhörspiel – Rundfunk der DDR)
- 1969: Fritz Selbmann: Ein weiter Weg – Regie: Fritz-Ernst Fechner (Hörspiel, 1. Teil – Rundfunk der DDR)
- 1970: Paavo Rintala: Wir bombardieren heute – ihr begrabt morgen – Regie: Fritz Ernst Fechner  (Hörspiel – Rundfunk der DDR)

## Synchronisation
| Film                   | Jahr | Rolle                      | Darsteller   |
| ---------------------- | ---- | -------------------------- | ------------ |
| Eine schreckliche Frau | 1965 | Pförtner in der Sporthalle | Václav Trégl |